# Tom Clancy's Ghost Recon Wildlands
Tom Clancy's Ghost Recon Wildlands es un videojuego de disparos táctico perteneciente al género de mundo abierto desarrollado por la empresa Ubisoft Paris y distribuido por Ubisoft para Microsoft Windows, PlayStation 4 y Xbox One. Es la décima entrega de la franquicia de videojuegos Tom Clancy's Ghost Recon y el primer juego en incluir un ambiente de mundo abierto. El videojuego deja atrás el escenario futurista presentado en Tom Clancy's Ghost Recon Advanced Warfighter e incluirá un escenario similar al que tenía el original. Su fecha de lanzamiento fue el 7 de marzo del año 2017.

## Sinopsis
La trama del juego es llevada a cabo en Bolivia, y en expansiones posteriores de una pequeña zona de Bolivia. Los suministros de drogas en la región están siendo controlados por el cartel Santa Blanca, una poderosa organización narcotraficante cuya influencia ha desestabilizado la región. La gran cantidad de poder que ha conseguido este cartel y un reciente atentado a una embajada estadounidense llaman la atención del Gobierno federal de los Estados Unidos y hacen que se considere a la organización una amenaza importante para la región y el mundo, por lo que el Ejército de los Estados Unidos envía una unidad élite de operaciones especiales llamada "Ghosts", quienes tienen la misión de unirse a la resistencia local y desbaratar el gran poder que posee en la región el villano principal de la historia, El Sueño, y su creciente control sobre el gobierno local.

## Jugabilidad
Tom Clancy's Ghost Recon Wildlands es un videojuego de disparos táctico que se ambienta en Bolivia. Los jugadores manejan a un miembro de los "Ghosts", un escuadrón de élite del Ejército de los Estados Unidos. El videojuego no se desarrollará en un escenario futurista como el de sus antecesores, tales como Advanced Warfighter o Future Soldier. En cambio, el escenario del juego estará basado en la actualidad, similar al que tenía el original Tom Clancy's Ghost Recon. Por lo tanto, las armas incluidas en el juego serán más típicas y realistas, similares a las armas que la mayoría de los ejércitos del mundo utilizan hoy en día. Sin embargo, los drones seguirán estando disponibles, y podrán ser utilizados para etiquetar, resaltar enemigos y objetivos, o también podrán ser utilizados como armas para atacar a los enemigos. El videojuego será la primera entrega en ofrecer un mundo abierto, el cual incluirá nueve diferentes tipos de terrenos, como por ejemplo, montañas y desiertos, además de un ciclo dinámico de día y noche, y un sistema que controlará el clima. Realizar misiones durante la luz del día permite a los jugadores localizar a los enemigos fácilmente, mientras que realizarlas durante la noche, le otorga a los jugadores una ventaja táctica, ya que la oscuridad de la noche ofrece a los jugadores una mejor cobertura. Los jugadores también tienen la tarea de hacer observaciones antes de realizar una misión. Una variedad de vehículos también serán incluidos en el juego, tales como motocicleta de cross y buggies. A diferencia de sus antecesores, Wildlands incluirá misiones secundarias.
Al completar misiones, los jugadores pueden llegar al lugar de inicio de la misión de varias maneras, tales como tirarse en paracaídas desde un helicóptero o conducir hacia sus objetivos. Los jugadores también pueden completar los objetivos de múltiples maneras, las opciones pueden ser el uso del sigilo, combate cuerpo a cuerpo o el uso de los artefactos de largo alcance o corto alcance incluidos en el juego. Entre cada misión, los jugadores tienen la libertad de poder explorar el mundo del juego, además de incluir puestos avanzados que podrán ser capturados por los jugadores. Los jugadores también podrán tomar con una mano a los enemigos que estén a corta distancia como rehenes para poder defenderse, mientras que con la otra mano podrán disparar.
Cuando no se esté completando misiones, los jugadores podrán interactuar y crear relaciones amistosas u hostiles con otros personajes no jugables, tales como ciudadanos, oficiales o rebeldes, que estarán ubicados en diferentes partes del mapa. Estas interacciones necesitan ser realizadas con inteligencia, ya que traerán consecuencias e impactarán en el mundo del juego, además de que cambiarán la forma de cómo los jugadores logran sus objetivos. Los jugadores también ganarán puntos de experiencia para subir de nivel. El personaje del jugador podrá ser personalizado, por lo que con el botín encontrado en los cuerpos de los enemigos podrán equiparse. Las armas y las herramientas también podrán mejorarse. Según el director creativo del juego, la IA será espontánea y tendrá sus "propias motivaciones y agendas".
El videojuego también incluirá un multijugador cooperativo para cuatro jugadores, en el que los jugadores podrán unirse con otros tres más para poder explorar el mundo del juego y completar las misiones de la campaña. También podrá ser en solitario, con lo que el jugador estará acompañado por tres compañeros de equipo controlados por la IA, a los cuales podrá dar órdenes.

## Desarrollo
El desarrollo de Wildlands se inició en el 2012, y fue oficialmente revelado al final de la conferencia de prensa de Ubisoft en el E3 2015. Ubisoft afirmó que Wildlands será el ambiente más grande de mundo abierto que la compañía jamás haya creado. Para poder crear un ambiente boliviano realista, el desarrollador tuvo que visitar Bolivia durante dos semanas y consultar a bolivianos locales. También actualmente se está desarrollando un nuevo motor para el videojuego.[cita requerida] Tom Clancy's Ghost Recon: Wildlands está planeado para ser lanzado para Microsoft Windows, PlayStation 4 y Xbox One.

## Recepción

### Prelanzamiento
A medida que el juego se reveló en la E3 2015, algunos críticos llamaron al anuncio una de las revelaciones más sorprendentes durante la E3. Wildlands fue nominado para los juegos como el Game of the Show, Best PlayStation 4 Game, Best Xbox One Game y Best PC Game de IGN, y recibió uno de los premios Best of E3 2015 de GameSpot. También fue nombrada la mejor cooperativa y el mejor tirador por Game Informer en su Best of E3 2015 Awards.
La versión beta del juego se lanzó en Steam y duró del 23 de febrero al 27 de febrero de 2017. El 1 de marzo de 2017, Ubisoft reveló que la fase beta de Tom Clancy: Ghost Recon Wildlands había atraído a más de 6,8 millones de jugadores, convirtiéndolo en su la versión beta más exitosa hasta la fecha.

### Post-lanzamiento
Los Ghost Recon Wildlands de Tom Clancy recibieron críticas "generalmente favorables" para la versión de Xbox One del juego, mientras que las versiones de PlayStation 4 y PC recibieron críticas "mixtas o promedio" de parte de los críticos, según Metacritic, una página de reseñas.
Se elogió la mecánica de disparo del juego, las imágenes y el diseño de Bolivia, mientras que las críticas se dirigieron hacia la narrativa del juego, los malos controles de los vehículos y las misiones repetitivas.

### Contenido descargable
Desde el lanzamiento de Wildlands, se han lanzado tres paquetes DLC. El primero, Narco Road, ve al jugador infiltrarse en los restos del cartel de Santa Blanca. El segundo paquete de DLC, Fallen Ghosts, ve al Escuadrón Fantasma regresar a Bolivia para frustrar a Los Extranjeros, una coalición de unidades de fuerzas especiales corruptas que amenazan con tomar el control de Bolivia. El tercer y más reciente DLC es Ghost War , que es una descarga gratuita para todos los jugadores y se compone de un modo de cuatro jugadores aparte de jugador contra jugador. Los jugadores deben elegir una clase y elegir sus ventajas. Cada clase tiene una habilidad especial que puede usarse para derrotar a otros jugadores.

### Premios
El juego fue nominado a "Mejor juego Co-op" en el PC Gamer Juegos del 2017 de las concesiones del año. Se obtuvo el premio a "Mejor multijugador cooperativo" en Game Informer a mejor juego de 2017 de sus premios, y también ganó los premios al 'mejor lugar' (Bolivia), 'Mejor Comeback' en el modo multijugador, y "Mejor Multijugador Cooperativo "en sus Premios Tirador del Año 2017. EGMNow clasificó el juego 23 en su lista de los 25 Mejores Juegos de 2017. También fue nominado para "Logros Sobresalientes en la Jugabilidad en Línea" en los próximos 21 Premios DICE Anuales.